# Шиммельман, Эрнст Хайнрих
Эрнст Хайнрих, граф фон Шиммельман (дат. Ernst Heinrich Graf von Schimmelmann, дат. Ernst Heinrich lensgreve von Schimmelmann; 4 декабря 1747 — 9 февраля 1831) — немецко-датский политический деятель, предприниматель и покровитель искусств.

## Ранние годы
Родился в Дрездене. Его отец Генрих Карл фон Шиммельман, был состоятельным землевладельцем. Эрнст изучал экономику в Европе и работал на своего отца.

## Политическая карьера
С 1782 года стал ключевой фигурой в датской финансовой администрации. Из-за споров с государственным министром Хёг-Гульдбергом в 1783 году подал в отставку, однако в следующем году принял участие в восстании против того же Хёг-Гульдберга, после чего получил пост министра финансов в новом правительстве. С 1824 по 1831 годы занимал должность министра иностранных дел. В 1790 году награждён орденом Слона, высшей датской наградой.
Сделал вклад в ликвидацию работорговли в Дании. Впрочем, он как раз не был противником рабства: он обладал большой сахарной плантацией в Датской Вест-Индии (на острове Санта-Крус) и был акционером компании, которая транспортировала рабов из Золотого берега. Запрет торговли людьми в Дании просто приносил его семье огромные прибыли. Раньше не было никаких ограничений на работорговлю, но Шиммельманн, будучи на посту министра финансов, запретил государственные кредиты на покупку рабов. Его семья стала самой богатой в Дании благодаря торговле сахаром из Вест-Индии.

## Семья
В 1775 году Шиммельманн женился на графине Эмилии Ранцау, дочери графа Дитлева Карла фон Ранцау, которая умерла от туберкулёза через пять лет в 28-летнем возрасте. Во второй раз он женился в 1782 году и переехал со своей новой женой Шарлоттой в собственное имение в Клампенборге. В том же году на его средства был возведён мемориал в стиле классицизма, названный Емиликилд, в память о его первой жене.